# Прокопенко, Тимур Валентинович
Тиму́р Валенти́нович Прокопе́нко (род. 27 мая 1980, Старая Купавна) — российский государственный и политический деятель. Заместитель начальника управления по внутренней политике администрации Президента Российской Федерации с 13 февраля 2012 года, действительный государственный советник Российской Федерации 2 класса, капитан запаса.
Председатель Координационного совета Молодой Гвардии Единой России (22 декабря 2010 — 13 февраля 2012). Депутат Государственной Думы Федерального собрания Российской Федерации Государственной Думы Федерального собрания Российской Федерации VI созыва (21 декабря 2011 — 13 февраля 2012).

## Биография
В 2002 году окончил факультет журналистики Военного университета Министерства обороны РФ, в звании младшего лейтенанта запаса.
С 2003 года работал в ИТАР-ТАСС в качестве регионального, зарубежного и парламентского корреспондента, работал в регионах и ближнем зарубежье, в Москве участвовал в освещении ряда терактов, затем стал членом парламентского пула.
В 2004 году окончил Межотраслевой институт повышения квалификации Московского государственного лингвистического университета.
В 2005 году устроился в аппарат Государственной думы и стал пресс-секретарём Владимира Пехтина, вице-спикера парламента от «Единой России».
В 2006 году окончил Российскую академию государственной службы.
С 2007 года работал в аппарате полномочного представителя президента в Дальневосточном федеральном округе.
С 2009 по 2011 — снова в аппарате Думы, в качестве пресс-секретаря спикера парламента Бориса Грызлова.
В 2010—2012 годах руководил Молодой гвардией «Единой России». В 2011 году также стал членом координационного совета Общероссийского народного фронта.
4 декабря 2011 года избрался депутатом Государственной думы VI созыва от партии «Единая Россия» как представитель Саратовской области, стал зампредом комитета по физкультуре, спорту и делам молодёжи.
В феврале 2012 года досрочно сложил депутатские полномочия, перейдя на работу в управление внутренней политики (УВП) администрации президента России (возглавляемую Вячеславом Володиным). В качестве заместителя начальника УВП до декабря 2014 года занимался молодёжной и информационной политикой, затем стал курировать федеральные партии и выборы.
В конце 2014 — начале 2015 года стал фигурантом ряда скандальных публикаций, осуществлённых группой «Анонимный интернационал», которая выложила в Интернет «материалы, полученные якобы в результате взлома почты и телефона Прокопенко». По сведениям РБК, данная информационная атака помешала Прокопенко возглавить УВП вместо ушедшего в отставку в марте 2015 года Олега Морозова.
В апреле 2017 года вошёл в состав высшего наблюдательного совета Федерации бокса России. Покинул состав в октябре 2024 года.
В 2020 году окончил Высшую школу государственного управления РАНХиГС.
27 августа 2020 года защитил диссертацию «Роль социальных сетей в российской системе политической коммуникации» на базе диссертационного совета МГИМО. Присвоена учёная степень кандидата политических наук.

### Личная жизнь
Женат, имеет дочь и сына.